# Duplex-Schnecke

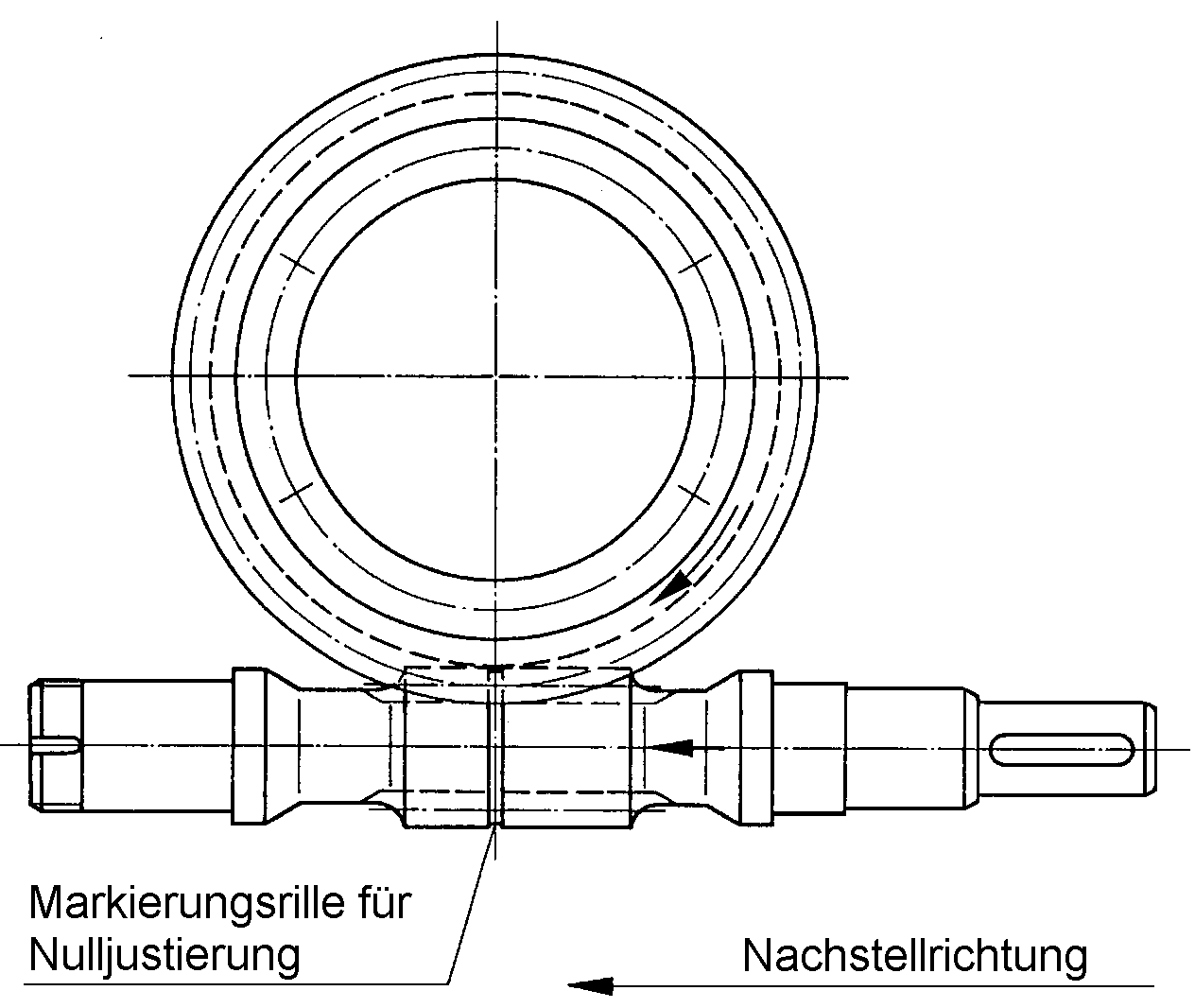
Bild 1 – Schema zur Nachstellung von DUPLEX-Schneckenradsätzen

Im Gegensatz zu Normalverzahnungen (auch Simplex-Schneckentriebe genannt) werden die Zahnflanken von Duplex-Schnecken mit leicht unterschiedlichen Modulen bzw. Formzahlen gefertigt. Daraus ergeben sich für die beiden Zahnflanken unterschiedliche Steigungswinkel, so dass sich die Zahndicke bzw. -lücke über der Schneckenverzahnungsbreite kontinuierlich verändert. Am Schneckenrad führen die unterschiedlichen Module zu unterschiedlichen Profilverschiebungsfaktoren und Wälzkreisdurchmessern und damit zu voneinander abweichenden Flankenformen für die Vorder- und Rückflanken. Die Zahndicken und -lücken bleiben am Umfang des Rades konstant. Die Spieleinstellung erfolgt durch axiales Verschieben der Schnecke, so dass gerade der Bereich der Schneckenverzahnung mit der zum Zahnflankenspiel passenden Zahndicke mit dem Schneckenrad zum Eingriff kommt (Bild 1).
Das Zahnflankenspiel kann so auf jeden beliebigen Wert eingestellt und jederzeit feinfühlig und stufenlos nachreguliert werden, ohne dass sich die Eingriffsverhältnisse der Verzahnung ändern.

## Andere Möglichkeiten der Spieleinstellung

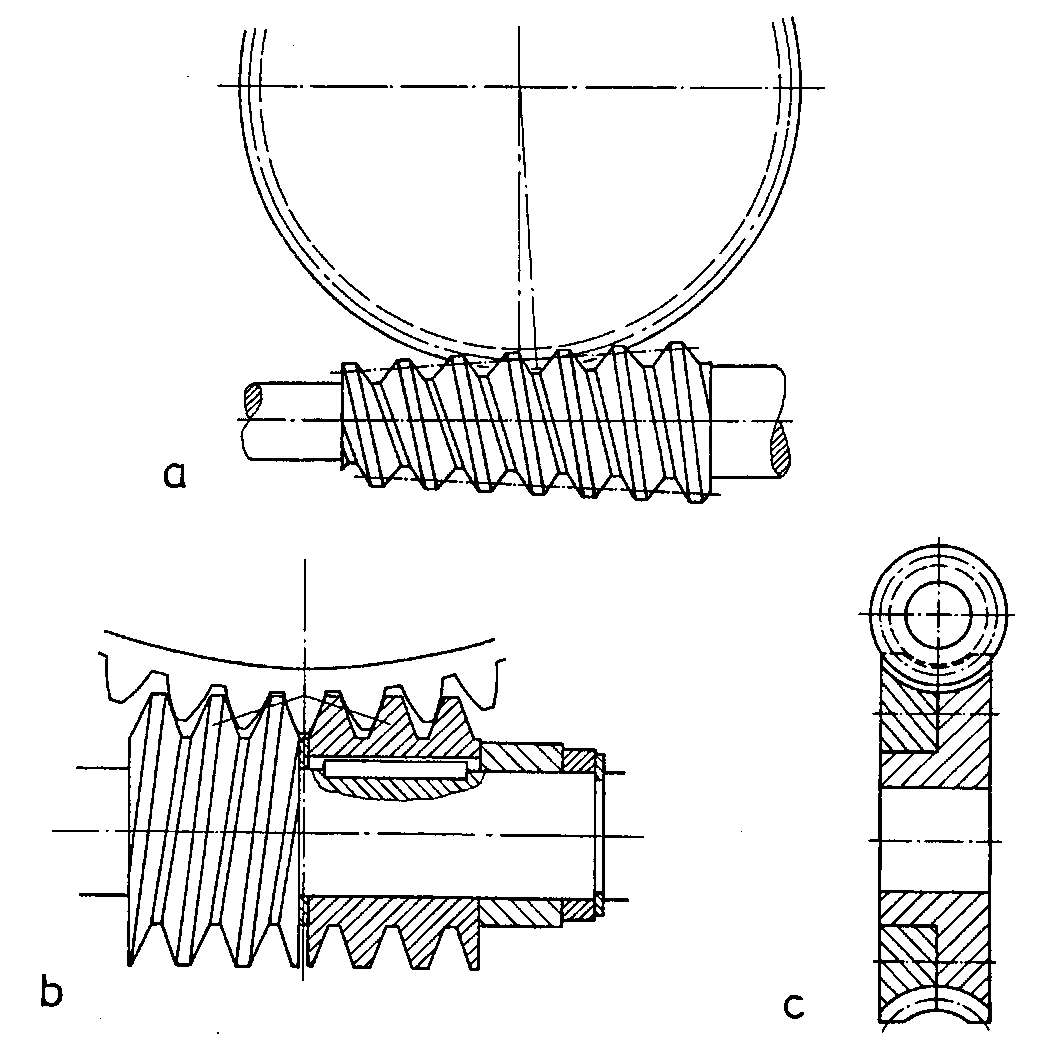
Bild 2 – Prinzipien der Spieleinstellung von Schneckenradsätzen

Neben der Duplex-Methode gibt es grundsätzlich noch folgende Möglichkeiten, das Zahnflankenspiel eines Schneckentriebes ein- bzw. nachzustellen:
- Änderung des Achsabstandes, indem man Exzenterbuchsen, in denen die Schneckenwelle und/oder die Schneckenradwelle gelagert sind, im Gehäuse verdreht.
- Axiale Verschiebung einer kegelig ausgeführten Schnecke (Bild 2a)
- Teilung der Schnecke in zwei Hälften (Bild 2b), die relativ zueinander verdreht oder verschoben werden (System Ott)
- Teilung des Rades in zwei Scheiben (Bild 2c), die relativ zueinander verdreht werden.

All diese Methoden weisen jedoch erhebliche Nachteile auf:
- Spielein- bzw. -nachstellungen verfälschen den geometrisch exakten Zahneingriff.
- Sie verlagern das Tragbild und verändern seine Form und Größe.
- Dadurch vermindern sie die Tragfähigkeit, und verschlechtern den Wirkungsgrad.
- Jede Verstellung zieht einen großen Einlaufverschleiß nach sich.
- Die Gefahr der falschen Einstellung und Zerstörung des Schneckentriebes ist groß.

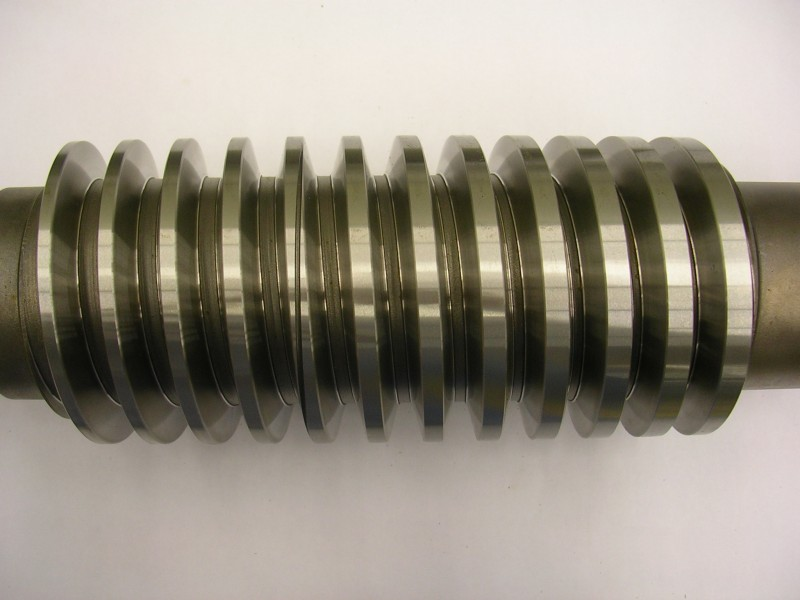
Bild 3
Duplex-Verzahnung der Antriebswelle eines Rundtischs

Duplex-Verzahnungen kennen diese Probleme nicht.
Sie gestatten eine verzahnungsgeometrisch exakte und darüber hinaus sehr feinfühlige Spieleinstellung. Dabei werden weder das einmal ausgebildete Tragbild, noch die Tragfähigkeit oder der Wirkungsgrad beeinflusst. Zudem ist die Duplex-Verzahnung, ausgeführt als Evolventenverzahnung, relativ unempfindlich gegen Achsabstandsänderungen, z. B. infolge von Schneckendurchbiegungen.

## Einstellung des Spiels
Beim Einbau und Einstellen eines DUPLEX-Radsatzes ist wie folgt vorzugehen:
- Welle und Rad werden nacheinander montiert. Die Pfeile der Nachstellrichtung auf beiden Teilen weisen in die gleiche Richtung.(Bild 1)
- Die Welle ist mit Lagern in einer axialen Stellung vor Nullstellung zu montieren. Sie hat in dieser Stellung Spiel zum Rad.
- Das Rad wird in seiner Lagerung montiert, ist aber noch axial, d. h. quer zur Schneckenwellenachse, verschiebbar.
- Beide Schneckenwellenflanken werden tuschiert, und die Welle wird per Hand in beide Richtungen um mindestens 2 × 360° gedreht, damit sich die Tuschierfarbe von den Schneckenflanken im Kontaktbereich (Tragbild) auf die Radflanken überträgt.
- Das Rad ist jetzt solange längs seiner Drehachse (axial) zu verschieben, bis Vor- und Rückflanke des Rades annähernd gleichmäßig von der Mitte entfernte Tragbilder zeigen.
- Das Rad wird in dieser optimal erzielbaren Mittenlage der Tragbilder fixiert.
- Die Welle kann nun bis auf Nullstellung (Kerbe auf Höhe der Radachse) oder aber bis zu einem anderen gewünschten Spiel eingeschraubt werden.
- Nun wird die Welle in dieser Stellung axial fixiert.

## Anwendungen
Zum Einsatz kommen Duplex-Verzahnungen überall dort, wo ein Flankenspiel zwischen Wellen- und Radzahn unerwünscht oder schädlich ist,
- um eine hohe Positioniergenauigkeit in beiden Verfahrrichtungen zu erzielen
- um bei Lastrichtungswechsel einen schädigenden, impulsbehafteten Anlageflankenwechsel zu vermeiden

so zum Beispiel:
- als Antrieb in Rund- und Schwenktischen
- als Verstelltrieb in Fräsköpfen
- in Pressenverstellungen